# 1948年ロンドンオリンピックのスイス選手団
1948年ロンドンオリンピックのスイス選手団（1948ねんロンドンオリンピックのスイスせんしゅだん）は、1948年7月29日から8月14日にかけてイギリスの首都ロンドンで開催された1948年ロンドンオリンピックのスイス選手団、およびその競技結果。

## 概要
今大会は金メダル5個、銀メダル10個、銅メダル5個、合計20個のメダルを獲得した。

## メダル
| メダル | 選手名             | 競技 | 種目         |
| ------ | ------------------ | ---- | ------------ |
| 銀     | ガストン・ゴーデル | 陸上 | 男子50km競歩 |
| 銅     | フリッツ・シュワブ | 陸上 | 男子10km競歩 |